# Fiche (papeterie)
Pour les articles homonymes, voir Fiche.

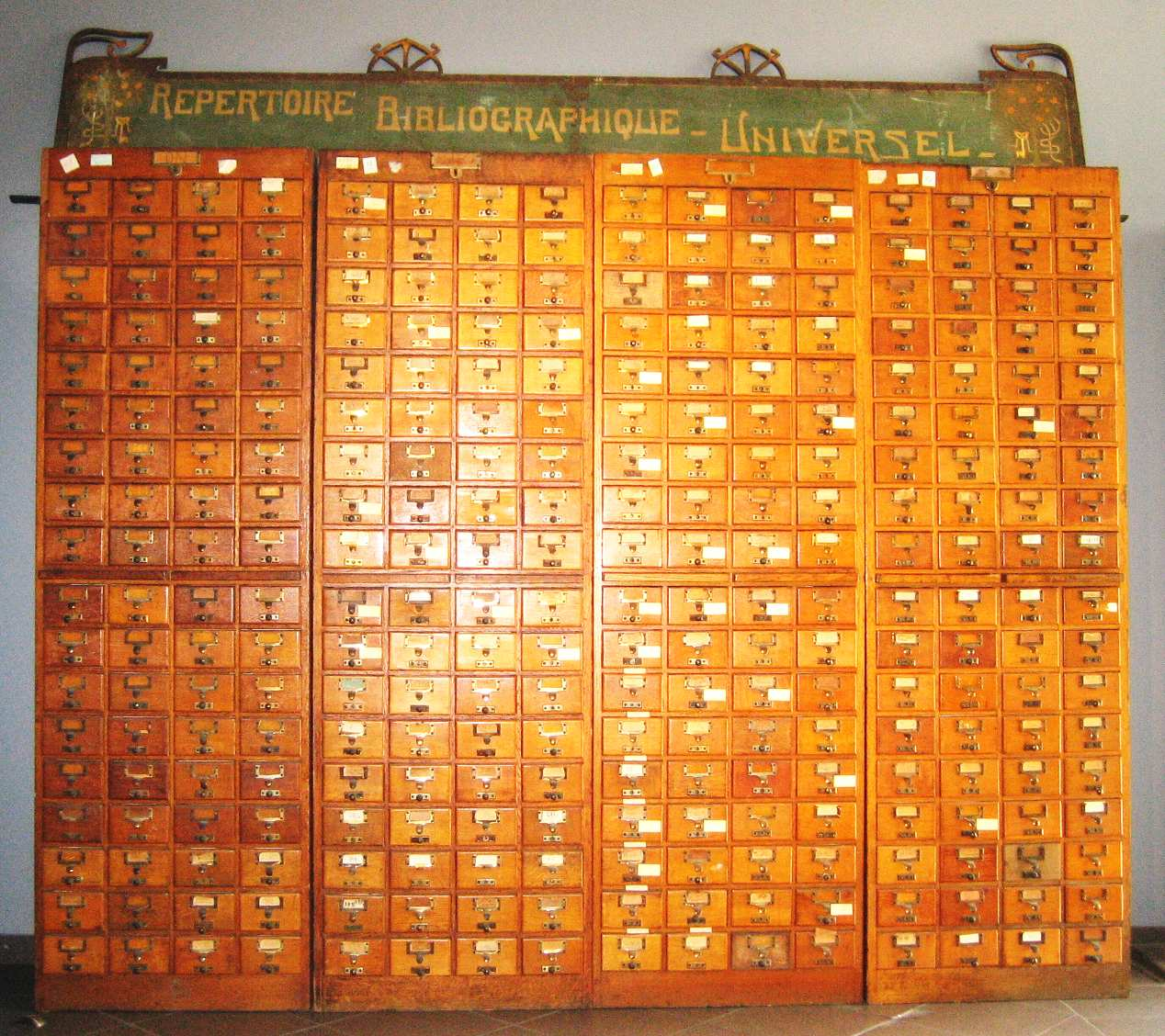
Tiroirs contenant des fiches bibliographiques du Système Bibliographique Universel de Paul Otlet, faisant partie du Mundaneum, situé aujourd'hui à Mons, Belgique.

Les fiches, massivement utilisées à partir de la fin du XIXe siècle et du début du XXe siècle, sont des papiers cartonnés de petit format, servant à différents usages, notamment de classement d'information et de données diverses, ainsi qu'éventuellement d'élaboration de statistiques. Il s'agit d'une technologie intellectuelle suppléant ou venant en complément de la mémoire et des facultés intellectuelles.

## Utilisations

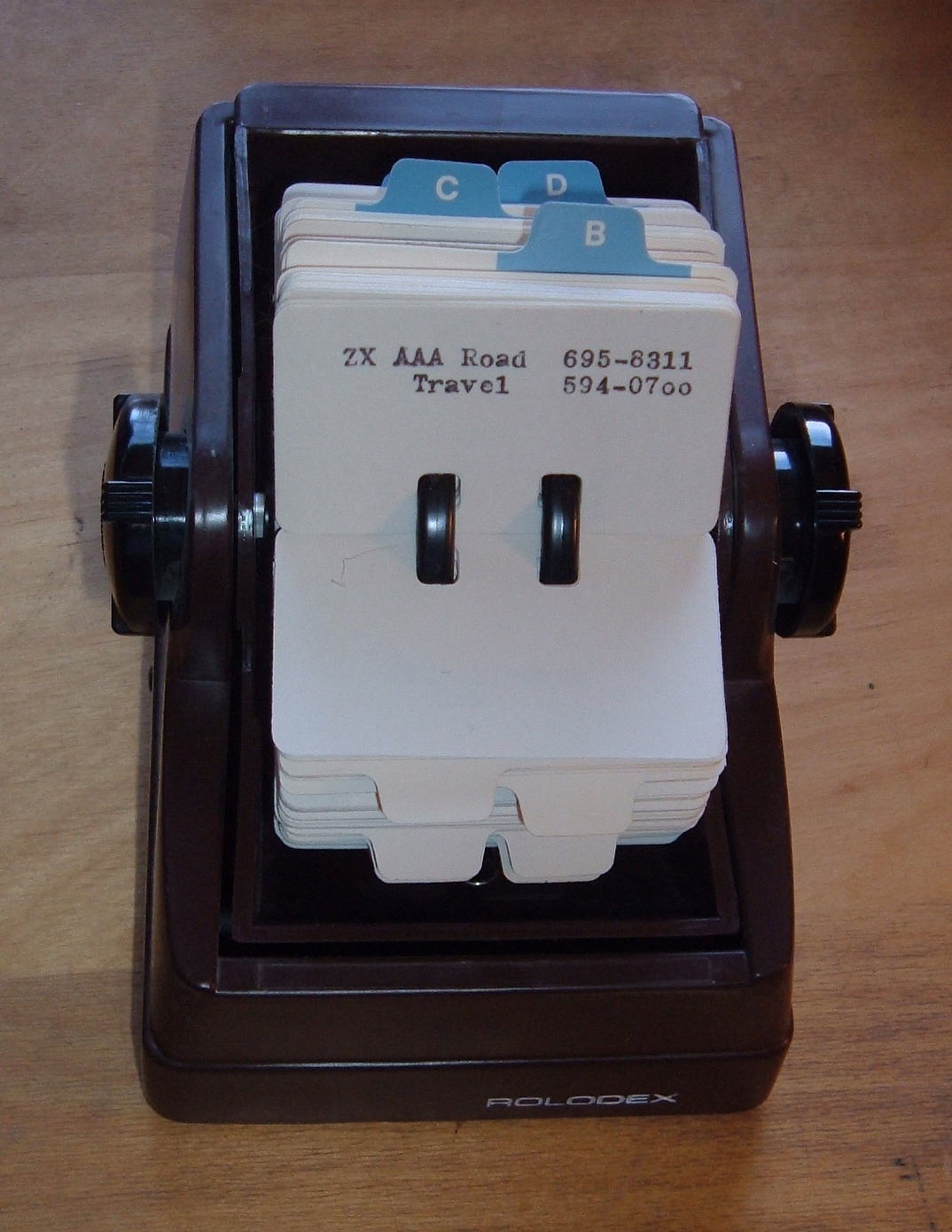
Un fichier Rolodex, qui utilise des fiches perforées afin de construire un carnet d'adresses. Inventé dans les années 1940, ce système demeure encore aujourd'hui très populaire.

Les fiches cartonnées sont utilisées tant dans les bibliothèques et le monde scientifique, dans l'éducation (mémorisation des cours) que dans les bureaux en général et le secteur tertiaire (administration publique, bureaucratie, suivi de clientèle, etc.). Ce nouvel appareillage intellectuel a partiellement remplacé, voire en totalité, l'usage des registres. Il s'est généralisé en conjonction avec un certain nombre d'éléments, en particulier les classeurs, les meubles de rangement, etc.

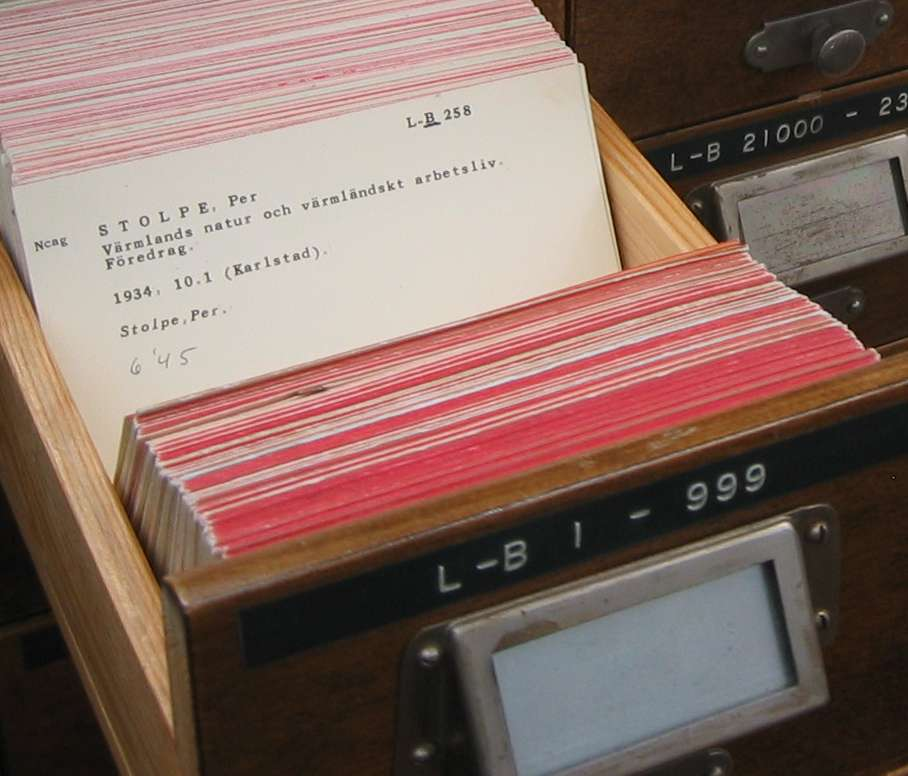
Catalogue de bibliothèque.

Le naturaliste Carl von Linné (1707-1778), père de la taxinomie moderne, fut l'un des premiers à utiliser un système de fiches (index card), lequel offrait l'avantage, contrairement à des registres massifs, d'une souplesse d'utilisation en permettant une recombinaison selon différents critères des fiches.